# MG 6
La MG 6 è una vettura di classe media prodotta dalla casa automobilistica britannica MG Motors e derivata in alcuni aspetti dalla Rover 75 come il telaio anteriore e alcuni aspetti estetici.

## Prima serie (2010-2016)

### Storia
Come dalle varie Rover la MG 6 è stata sviluppata presso il centro tecnologico della MG Motors UK iniziando poi in successione la produzione in Cina nel 2010 e a Longbridge sede storica nel Regno Unito nel 2011. L'auto, come tutti i modelli della Morris Garages sotto la gestione SAIC, non viene importata in Italia.
I prezzi da listino variano nel Regno Unito da 15000 sterline per il modello di lancio a 20000 sterline per il modello di punta MG6 GT.

### Motorizzazioni
Il modello di lancio della serie 6 è il classico 1800cc di origine Rover aspirato da 135 cv per arrivare alla versione turbo chiamata GT MG6 con la stessa cilindrata da 158 cv con velocità massima di 193 km/h autolimitata e un'accelerazione da 0-100 in 8.4 secondi.
Tutti i modelli MG sono equipaggiati da un cambio manuale da 5 marce con sospensioni McPherson sull'anteriore e multi-link sul posteriore garantendo sempre una buona stabilità mentre per la versione GT il tipo di assetto è regolabile in tre impostazioni e le versioni sono la S, la SE e la TSE.

### Allestimenti
Nella MG6 ci sono tre tipi di allestimento (S, SE e TSE).

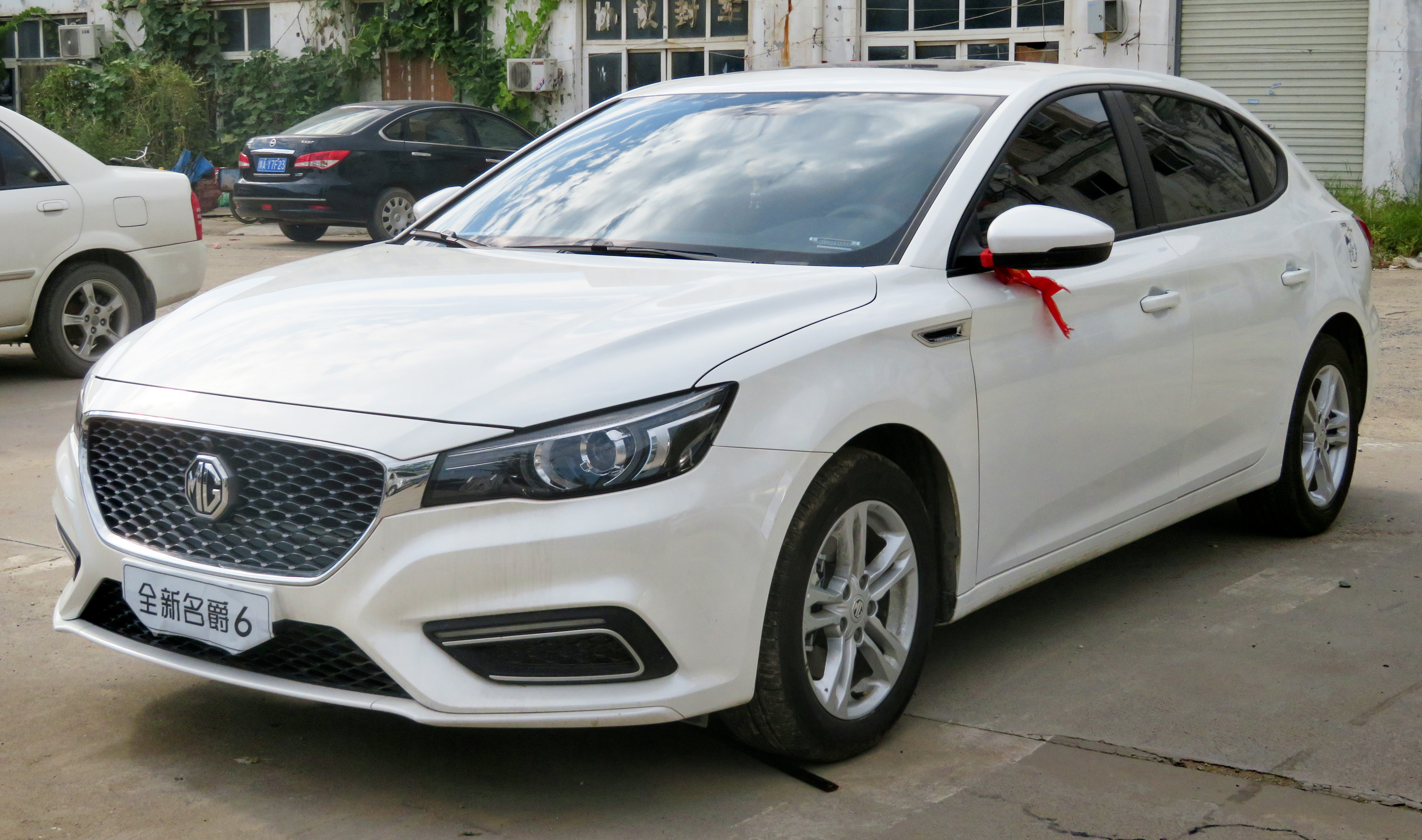
MG 6 II

La S e la SE hanno i cerchi da 17 pollici mentre per la TSE da 18.
I colori standard sono il bianco (Arctic White), il nero (Pitch Black) e il rosso (Regal Red) mentre l'unica opzione diversa è la vernice metallizzata a 530 euro in più con colori metallici blu, platino, arancione, grigio e verde.